# Ensanche La Fe
Ensanche La Fe, anteriormente conocido como los Potreros de Venturita, es un sector destacado del Distrito Nacional, Santo Domingo, República Dominicana. Su nombre proviene de la Inmobiliaria La Fe, antigua propietaria de los terrenos, que a su vez toma su nombre del antiguo ingenio azucarero La Fe, que operó en esa misma localidad unas décadas antes.
Es uno de los sectores más importantes del Distrito Nacional. Limita con la Avenida Pedro Livio Cedeño y el barrio de Cristo Rey al norte, la Avenida San Martín y el Ensanche Kennedy al sur, la avenida López de Vega y el sector de Arroyo Hondo al oeste; y la Avenida Máximo Gómez y el sector de Villa Juana al este.

## Historia
Se fundó en el año 1942 por orden del dictador Rafael Leónidas Trujillo con el fin de construir un acueducto y el antiguo hipódromo Perla Antillana. Fue inaugurado en 1941 en el lugar donde hoy se ubica la Plaza de la Salud. Además de dicho complejo de 5 centros hospitalarios, en el área se encuentran el Hospital Salvador B. Gautier, el Liceo La Fe, el Estadio Quisqueya, la estación televisiva Color Visión y el Coliseo Carlos Teo Cruz.

## Hospitales y centros médicos
- Hospital General de la Plaza de la Salud.
- Centro Médico Alcántara & González.
- Hospital Salvador B. Gautier.
- Hospital Materno Infantil Santo Socorro.
- Grupo Médico San Martín.
- Hospital de Atención Primaria.
- CEDIMAT Centro de Diagnóstico Medicina Avanza.
- Clínica Residencial Virgen De La Guía Socieda Benéfica Española.
- CEDNEFRO.
- Oftalmoplaza.
- COE (Centro de Operaciones de Emergencias).

## Escuelas
- Escuela Fidel Ferrer: Fundada en 1963 y ubicada entre las calles Américo Lugo, Arturo Logroño, Ramón Cáceres y Juan Alejandro Ibarra.
- Liceo Comercial Víctor Estrella Liz, ahora conocido como Politécnico Lic. Víctor Estrella Liz o "La Perito". Reubicado en 1972 a la esquina de la avenida Héctor Homero Hernández (antigua San Cristóbal) con Pepillo Salcedo.
- Escuela Nacional de Artes y Oficios (ENAO): Fundada por el dictador Trujillo en 1952 e inaugurada por el Dr. Joaquín Balaguer. Ubicada en la Av. Héctor Homero Hernández y Lope de Vega.
- Escuela Nacional de Artesanía, Cenadarte[7][8]: Fundada en 1950 por Trujillo, está ubicada en la Av. San Cristóbal entre Luis E. Pérez.
- Nuestra Señora de La fe: Fundada en el último periodo de gobierno del Presidente Balaguer. Se encuentra en la calle 51 esquina Pedro Livio Cedeño.
- Escuela María Fania Encarnación González: Av.Tiradentes

- Centro Educativo Marillac. Fundado el 12 de septiembre de 1952.

## Colegios educativos
| Centro Educativo                         | Centro Educativo                                                  | Centro Educativo |
| Nombre                                   | Ubicación                                                         | Fundado |
| ---------------------------------------- | ----------------------------------------------------------------- | --- |
| Colegio Evangélico Dominicano.           | Calle Juan Alejandro Ibarra, frente a la escuela Fidel Ferrer.    | Fundado en 1950. |
| Centro Educativo San Benito Abad.        | Calle Mauricio Báez #229, entre 14 de junio y Ramón Cáceres.      | Fundado en 1980. |
| Colegio Nuestra Señora de la Altagracia. | Calle Ramón Cáceres #133, próxima al Juzgado de Paz.              | Fundada aproximadamente en 1960 por Francisco Antonio Cerda Santos (Don Fran o Profesor Fran). Leonel Fernández fue docente en este colegio.                                                 |
| Academia La Trinitaria.                  | Calle Francisco Villaespesa, entre 14 de junio y Juan José Duarte | Fundada en 1964por el matemático y educador Francisco Antonio Cerda Santos (Don Fran o Profesor Fran), uno de los fundadores del Ensanche La Fe; Bolívar Sierra y Jimmy Sierra (educadores). |
| Colegio Divino Maestro.                  | Calle Ramón Cáceres, entre Francisco Villaespesa y Mauricio Báez. | Fundado aproximadamente en 1970. |

## Iglesias
- Parroquia Santa Teresa de Jesús: Fundada en 1955, ubicada en la calle Peña Batlle entre la Av. Máximo Gómez y la calle Juan José Duarte.

- Parroquia Nuestra Señora del Pilar: Donada por Avelino Guera, Lic en Contabilidad.

- Salón del Reino de los Testigos de Jehová: Fundado en 1970, ubicado en la calle Arturo Logroño No. 133.

- Iglesia Evangélica La 33: Ubicada en la calle Juan Alejandro Ibarra entre la calle Mauricio Báez y la calle Francisco Villaespesa.

- Nuestra Señora de La Fe: Ubicada en la Calle 54 esq. Pedro Livio Cedeño.

## Juntas de vecinos
- Junta de Vecinos Integral La Fe. Fundada en el 2009 y ubicada entre Tiradentes, San Martín, San Cristóbal y López de Vega.

- Junta de Vecinos La Fe Central.

- Junta de Vecinos Unidos. Ubicada entre Mauricio Baéz al sur, Lic. Arturo Logroño al norte, Ramón Cáceres al este y José Ortega y Gasset al oeste. Su presidente es el comunitario Leonardo Ventura.

## Compañías nacionales e internacionales
- Mercasid.
- Grupo Mejía & Arcalá.
- Colchones Postopédico La Reyna.
- Maprica.
- Café Indubán.
- Molinos Modernos.
- Galletas Dino.
- Pasta Milano.
- Galletas Guarina.
- Galletas Can Can.
- Galletas GAMA.
- Galletas Hatuey.
- Quesos Michell.
- Leche Milex.
- Grupo Viamar.
- COSANCA.[9]
- Ayuntamiento de Distrito Nacional.[10]
- Farmacía Llúberes.
- Juzgado de Paz.
- IDSS (Instituto Dominicano de Seguros Sociales).[11]

## Centros deportivos
- Estadio Quisqueya: Inaugurado en 1955 yubicado entre las avenidas Héctor Homero Hernández, Tiradentes y la calle Pepillo Salcedo.

- Club La Fe: Fundado en 1970 y concluido con techo en el 2012. Ubicado entre las calles 37 y Arturo Logroño.

- Coliseo De Boxeo Carlos Teo Cruz: Ubicado en la esquina de la Av. San Cristóbal con Tiradentes.

- Club de Obras Públicas: Ubicado en la Av. San Cristóbal, frente al estadio Quisqueya.

## Clubes deportivos y equipos profesionales
- Leones del Escogido
- Tigres del Licey
- Club La Fe
- Club Juvenil La Fe
- Liga Antonio Peña
- Club Viajeros de La Fe
- Liga Orlando Martínez
- Liga Mercedes
- Unión de Ligas del Ensanche La Fe
- Liga de Baloncesto Integral La Fe

## Medios de comunicación
- Color Visión: Ubicado entre la Av. San Martín y la calle Emilio A. Morel.

- Periódico El Nacional. Ubicado en la esquina de la Av. San Martín con Ortega y Gassett.

- Periódico El Día. Ubicado en la esquina de la Av. San Martín con Ortega y Gassett.

- Periódico Hoy. Ubicado en la esquina de la Av. San Martín con Ortega y Gassett.

## Oficinas del estado
- Oficina del Estado Civil de la Circunscripción.
- Ministerio de Obras Públicas y Comunicación.[12]
- Ministerio de Salud Pública y Asistencia Social.
- Instituto de la Aguja.

### Partidos políticos
- Partido Reformista Social Cristiano, fundado en 1972 por el Dr. Joaquín Balaguer y ubicado en la esquina de Av. Héctor Homero Hernández con Tiradentes.